# Richard Manuel
Richard George Manuel (3 de abril de 1943 — 4 de março de 1986) foi um compositor, cantor e multi-instrumentista canadense, mais conhecido por suas contribuições como integrante do The Band.

## Biografia

### Juventude e começo de carreira
Richard Manuel nasceu em Stratford, Ontário, Canadá. Seu pai Ed era um mecânico contratado da Chrysler, e sua mãe, professora. O casal teve mais três filhos, e todos os quatro cantavam no coral da igreja. A partir dos nove anos, Manuel começou a ter aulas de piano, e gostava de tocar e ensaiar com seus colegas em casa. Algumas de suas influências na infância foram Ray Charles, Bobby Bland, Jimmy Reed e Otis Rush. Devido a seu nariz proeminente, ele foi apelidado de "The Beak" ("O Bico") por seus amigos.
Aos quinze anos, ele juntou-se a mais três amigos para formar uma banda, inicialmente chamada Rebels mas posteriormente renomeada para The Revols, em homenagem a Duane Eddy e seu grupo Rebels. Entre os outros integrantes estavam Ken Kalmusky e John Till, futuros membros fundadores do Great Speckled Bird e da Full Tilt Boogie Band respectivamente. Manuel desenvolveu um estilo rítmico único no piano a partir da utilização de estruturas de acordes invertidas. Ele era também um cantor naturalmente talentoso, com um estilo sentimental de rhythm and blues e um timbre profundo, frequentemente comparado àquele de Ray Charles.
O primeiro contato de Manuel com Ronnie Hawkins e seu grupo de apoio The Hawks foi quando o The Revols abriu uma apresentação deles em Port Dover, Ontário. De acordo com Levon Helm, Hawkins teria comentado: "Tá vendo aquele garoto tocando piano? Ele é mais talentoso que Van Cliburn". As duas bandas encontraram-se novamente no Stratford Coliseum em 1961, quando o The Revols fechou uma apresentação estrelada pelo The Hawks. Depois de ouvir Manuel cantando "Georgia on My Mind", Hawkins preferiu contratar o pianista do The Revols do que competir com eles.

### The Hawks e colaboração com Bob Dylan
Manuel estava com dezoito anos quando entrou para o The Hawks. Na época a banda era formada por Levon Helm na bateria, Robbie Robertson na guitarra e Rick Danko no baixo, com o também pianista Garth Hudson entrando para o grupo pouco depois. Em 1964, o The Hawks decidiu abandonar Hawkins e seguir carreira própria. Contando inicialmente com a participação de músicos como o saxofonista Jerry Penfound e o vocalista Bruce Bruno, eles adotaram o nome de Levon Helm Sextet, mudando depois para Canadian Squires e então Levon and the Hawks. Apesar de Helm servir como líder devido à sua longevidade no The Hawks, era Manuel na verdade quem cantava a maioria das canções do repertório do grupo.
Com a saída de Penfound e Bruno, eles decidiram procurar seu ídolo do blues, Sonny Boy Williamson. Foi planejada então uma colaboração com o músico, mas sua morte pouco depois abortou o projeto. Em 1965, Helm, Hudson e Robertson ajudaram na gravação do álbum Som Many Roads, do bluesman americano John P. Hammond. Mais tarde, enquanto Bob Dylan procurava um grupo de apoio para auxiliar na sua transição do som acústico para elétrico, Hammond recomendou-lhe o Levon and the Hawks. Contratado pelo cantor, o grupo participou em 1966 de sua turnê mundial, tornando-se conhecidos por serem alvo da ira dos fãs do Dylan folk, sendo submetidos a vaias e xingamentos enquanto tocavam no palco. O desejo de tocar e gravar suas próprias músicas manteve a banda na estrada, e a experiência com Dylan acabou provando-se primordial: ele abriu-lhes as portas para a indústria músical ao apresentar-lhes seu empresário Albert Grossman, ensinando-lhes também como compor seu próprio material.

### The Band

#### Music from Big Pink
Em 1967, enquanto Dylan recuperava-se de um acidente de motocicleta em Woodstock, Nova York, convidou a banda para que se juntasse a ele. O grupo, menos Helm, que abandonara a turnê em 1966, alugou uma casa na região, e passou a receber um salário fixo de Dylan. O fato de não precisarem trabalhar e excursionar constantemente permitiu-lhes experimentar uma nova sonoridade, um amálgama dos gêneros country, soul, R&B, gospel e rockabilly que tanto gostavam. A ausência de Helm forçou Manuel a aprender a tocar bateria, e ele o fez de uma maneira tecnicamente irreverente, com uma batida um pouco abaixo daquela do jazz.
Os primeiros meses em Woodstock também permitiram o desenvolvimento de Manuel e Robertson como compositores. Após gravar diversas demos e assinar com Albert Grossman, eles conseguiram no começo de 1968 um contrato para o lançamento de dez álbuns pela Capitol Records. Helm reuniu-se novamente ao grupo e eles assinaram a documentação sob o nome de "The Crackers", dando início às gravações de seu álbum de estreia, Music from Big Pink. A banda colocou em prática seu aprendizado com Dylan, usando também uma de suas composições no processo. Eles combinaram isso à sua ideia de um álbum perfeito, trocando instrumentos e cantando em harmonia num estilo inspirado no gospel do The Staple Singers. Uma colaboração entre Dylan, Manuel e Danko, "This Wheel's on Fire", fechou o álbum, que foi lançado com o nome do grupo como sendo simplesmente "The Band", que eles adotaram irresolutamente. Pouco depois, o agora financeiramente seguro Manuel casou-se com sua namorada, uma jovem modelo de Toronto chamada Jane Kristiansen que ele havia namorado irregularmente durante a época do The Hawks. O casal acabaria por gerar dois filhos.

#### Papel cinematográfico e mudança para Malibu

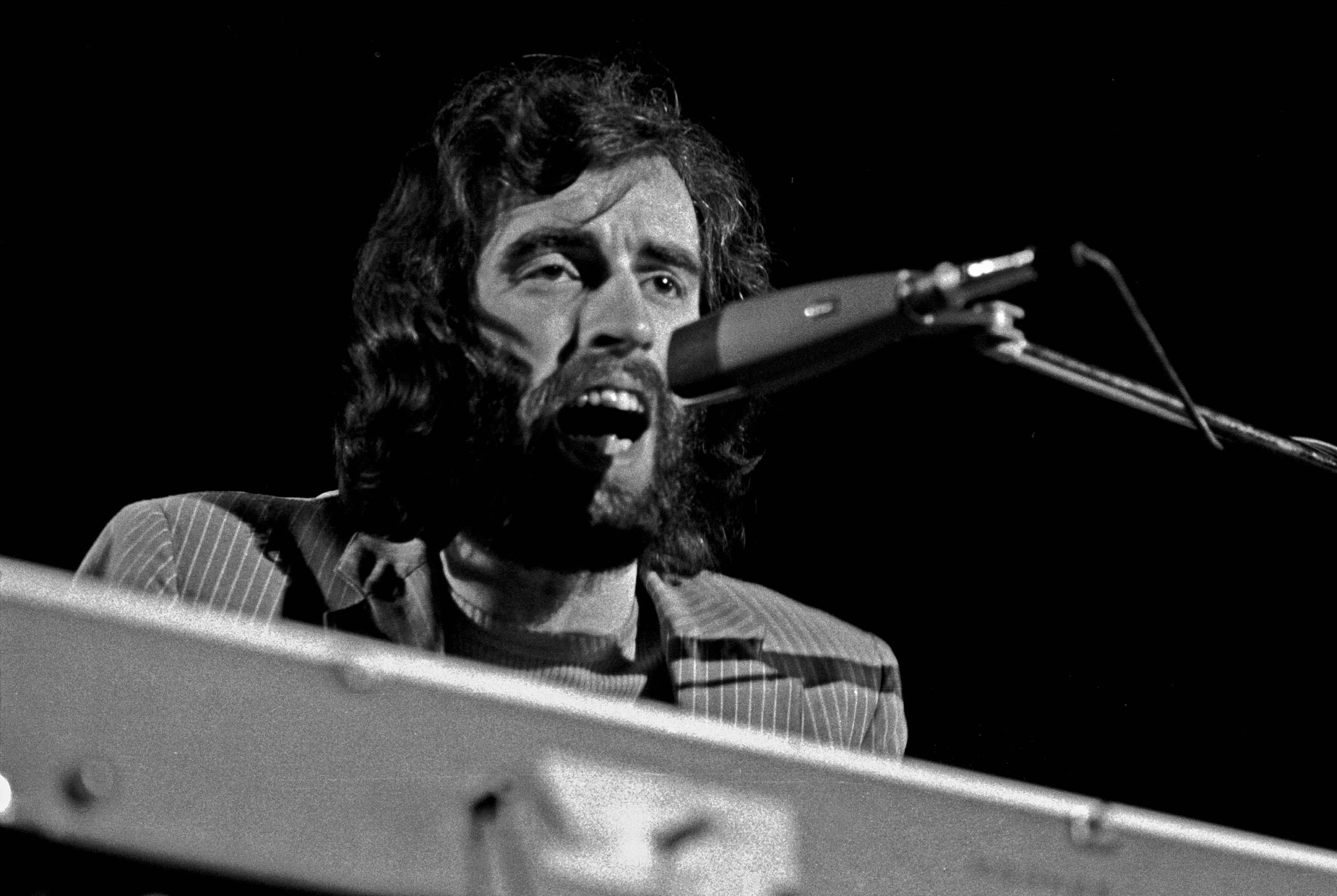
Manuel durante apresentação com o The Band, 1971

Em 1970, Manuel atuou no filme Eliza's Horoscope, uma produção independente canadense escrita e dirigida por Gordon Sheppard. Ele interpretou Quine, um "compositor barbado" que contracena com astros como Tommy Lee Jones, Lila Kedrova e a ex-coelhinha da Playboy Elizabeth Moorman.
Em meados de 1973, o grupo seguiu mais uma vez a direção de Bob Dylan, que havia mudado-se para Malibu. Eles começaram então a trabalhar em um álbum de covers de canções clássicas do rock and roll chamado Moondog Matinee, em homenagem ao antigo programa de rádio de Alan Freed. Apesar de inicialmente relutante em sua participação, a gravação acabou rendendo a Manuel algumas de suas melhores performances vocais, incluindo versões dos clássicos do R&B "Share You Love With Me" e "The Great Pretender". De acordo com Levon Helm, nesta época Manuel "...estava bebendo bastante, mas quando começava, cara: bateria, piano, ele tocava tudo, cantava, conduzia uma daquelas notas altas e difíceis de cantar. Richard simplesmente sabia como uma canção deveria ser. Estrutura, melodia; ele entendia das coisas".

#### Com Dylan novamente
No verão de 1973 o The Band apresentou-se para o maior público de sua carreira no festival Summer Jam at Watkins Glen, e no final do mesmo ano retomou a parceria com Dylan na gravação de seu primeiro álbum em três anos, Planet Waves. O cantor também confiou à sua antiga banda de apoio o papel de auxiliar-lhe no início no ano seguinte durante sua primeira turnê em oito anos.
Os concertos da Bob Dylan and The Band 1974 Tour, realizados entre 3 de janeiro e 14 de fevereiro de 1974, foram verdadeiras maratonas musicais, apresentando dois sets de Dylan com o The Band, dois sets da banda, e um set acústico do cantor. Meses depois foi lançado um álbum ao vivo, Before the Flood com os melhores momentos da turnê, sendo um dos destaques "I Shall Be Released", com Manuel cantando em sua característica voz em falsete.

#### Separação apósThe Last Waltze reunião posterior
O The Band continuou a excursionar durante 1974, apresentando com Crosby, Stills, Nash and Young, Joni Mitchell e The Beach Boys uma turnê de verão pelos estádios da América do Norte. Em 1975, Robertson expressou desconforto quanto a continuar os shows ao vivo, reflexo do aumento de seu papel nas decisões administrativas relacionadas ao grupo, tiradas das mãos de um cada vez mais inexpressivo Grossman. De acordo com Levon Helm, Manuel estava consumindo então oito garrafas de Grand Marnier por dia, complementada por um assombroso vício em cocaína. Após uma breve reconciliação que resultou no nascimento de mais um filho, Manuel e Kristiansen divorciaram-se em 1976. Nesta época ele desenvolveu uma afinidade com o similarmente esmorecido Eric Clapton, atuando como força impulsiva nas sessões embriagadas que formaram o álbum No Reason To Cry do guitarrista, gravado no recém-inaugurado estúdio Shangri-La do The Band.
Na última turnê em larga escala do grupo, Manuel estava em recuperação de um acidente automobilístico; diversas datas tiveram de ser canceladas depois de outro acidente com ele ocorrido em um barco. A qualidade dos shows dependia frequentemente de sobriedade (ou falta de) de Manuel, que aparecia cada vez mais bêbado para conseguir tocar de forma efetiva. Incapaz de sustentar as altas notas vocais de "Tears of Rage" ou "In a Station", suas contribuições mais notáveis ficaram restritas às versões ardentes e enfurecidas das proféticas "The Shape I'm In", "Rockin' Chair" e "King Harvest (Has Surely Come", impulsionadas por sua voz rouca mas ainda bastante expressiva.
O The Band tocou seu último show no Winterland em São Francisco no dia de ação de graças de 1976, juntamente com diversos convidados. O evento foi filmado por Robertson e Martin Scorsese para o documentário The Last Waltz, que pretendia registrar o fim da carreira ao vivo do grupo. Manuel pode ser ouvido, mas dificilmente visto, cantando "I Shall Be Released", cercado pelos vários músicos convidados. O célebre senso de humor e a natureza amigável e receptiva de Manuel transparecerem durante os segmentos de entrevistas do filme, assim como sua timidez e embriaguez. Inicialmente, Robertson pretendia encerrar as apresentações ao vivo e manter a banda trabalhando em estúdio; durante a produção do filme, os integrantes foram mantidos sob um salário de 2,500 dólares por semana, mas quando do lançamento de The Last Waltz em 1978, o The Band já havia virtualmente se separado.
Tirando vantagem desta nova liberdade, Manuel mudou-se para o rancho de Garth Hudson nos arredores de Malibu. Ele entrou para um programa de reabilitação, ficou sóbrio pela primeira vez em anos e eventualmente voltou a se casar. Juntamente com Hudson e Robertson, ele colaborou para a Trilha-sonora de Raging Bull, e fez pequenos concertos pouco divulgados em clubes de Los Angeles como líder do The Pencils. Em 1980, Rick Danko e Manuel passaram a excursionar extensivamente como uma dupla acústica.
O The Band reuniu-se novamente em 1983, sem Robertson mas com os Cate Brothers e Jim Weider. Livre de seus vícios, Manuel esteve inicialmente em sua melhor forma desde a era Big Pink. Tendo recuperado uma parcela de seu alcance vocal perdido durante os anos de abuso de drogas, ele apresentou velhos sucessos como "The Shape I'm In", "Chest Fever" e "I Shall Be Released", juntamente com versões de algumas de suas canções favoritas, como "You Don't Know Me" e "She Knows". Tudo isso mudou quando o ex-empresário do The Band Albert Grossman — uma figura paternal e confidente para Manuel, sem mencionar seu papel instrumental em qualquer possibilidade de uma carreira solo — morreu subitamente no final de janeiro de 1986. Deprimido com a perda e frustrado com a diminuição de público do The Band (tocando então em casas de shows cada vez menores) e sob a percepção de que o grupo tornara-se uma jukebox ambulante, Manuel retomou o uso de álcool e cocaína.

### Morte
Em 4 de março de 1986, após um concerto no Cheek to Cheek Lounge nos arredores de Orland em Winter Park, Flórida, Manuel cometeu suicídio ao enforcar-se com um cinto dependurado em um suporte de chuveiro no Quality Inn, motel onde o grupo estava hospedado. Mais cedo naquele dia ele aparentava bom humor, mas estranhamente agradeceu Hudson por "vinte e cinco anos de músicas incríveis". Ele então foi para o quarto de Helm, onde ficou conversando amenidades sobre música e cinema, permanecendo ali até aproximadamente 2:30 da madrugada. Manuel disse então que voltaria para o seu quarto para buscar alguma coisa. Sua esposa Arlie — também embriagada — levantou pela manhã e saiu para buscar o café-da-manha, descobrindo ao retornar o corpo de Manuel no banheiro.
Ele foi sepultado uma semana depois em sua cidade natal de Stratford, Ontário. Na mesma época foi divulgado o resultado dos exames toxicológicos, que estabeleceram que na noite de sua morte, o músico estava bêbado e havia consumido cocaína. No final de março, Rick Danko deu a primeira entrevista de um integrante do The Band após a morte de Manuel, declarando: "Não acredito nem em um milhão de anos que ele tinha intenção de que aquilo acontecesse. Não havia sinais (...) Sou obrigado a acreditar que foi simplesmente um maldito acidente".

## Discografia solo
- 2002 Whispering Pines: Live at the Getaway (gravado em 12 de outubro de 1985)
- 2009 Live at O'Toole's Tavern (com Rick Danko, gravado em 13 de dezembro de 1985)